# Tale e quale show (sesta edizione)
La sesta edizione di Tale e quale show è andata in onda dal 16 settembre al 4 novembre 2016 ogni venerdì in prima serata su Rai 1. Confermato alla conduzione Carlo Conti.
Le puntate inizialmente previste erano sette, portate poi a otto in seguito alla richiesta da parte dei telespettatori di prolungare l'edizione. Sono seguite tre puntate della quinta edizione di Tale e quale show - Il torneo, (inizialmente erano previste quattro puntate, poi ridotte a tre a causa dell'allungamento dell'edizione di una puntata) dove si sono sfidati i due migliori concorrenti uomini e due delle migliori concorrenti donne dell'edizione precedente con i migliori quattro uomini e le migliori quattro donne di questa. È inoltre successivamente andata in onda la prima edizione di Natale e quale show, alla quale hanno partecipato alcuni dei personaggi di questa e delle edizioni passate.
In questa sesta edizione rimane in giuria Loretta Goggi, mentre, a differenza della precedente stagione, non sono presenti come giurati Claudio Lippi e Gigi Proietti, sostituiti da Claudio Amendola ed Enrico Montesano. Inoltre, la giuria è spesso affiancata da un quarto giudice a rotazione, il quale stila anch'esso una classifica a fine puntata, così come gli altri giudici.
L'edizione è stata vinta da Silvia Mezzanotte, si classifica al secondo posto Tullio Solenghi, segue al terzo posto Davide Merlini.

## Cast

### Concorrenti

#### Uomini
- Sergio Assisi
- Manlio Dovì
- Leonardo Fiaschi
- Davide Merlini
- Enrico Papi
- Tullio Solenghi

#### Donne
- Bianca Atzei
- Vittoria Belvedere
- Deborah Iurato
- Lorenza Mario
- Silvia Mezzanotte
- Fatima Trotta

#### Fuori gara
- Gabriele Cirilli
- Antonio Mezzancella

### Giudici
La giuria è composta da:
- Enrico Montesano
- Loretta Goggi
- Claudio Amendola

#### Quarto giudice
Anche in questa edizione la giuria, in alcune puntate, viene spesso affiancata dalla presenza di un quarto giudice a rotazione che partecipa al voto delle esibizioni e stila una propria classifica. Nella tabella sottostante sono riportati i personaggi che hanno ricoperto di volta in volta il suddetto ruolo:
| Puntata | Messa in onda     | Quarto giudice                  |
| 1       | 16 settembre 2016 | –                               |
| 2       | 23 settembre 2016 | Nicola Savino                   |
| 3       | 30 settembre 2016 | Luca Argentero                  |
| 4       | 7 ottobre 2016    | –                               |
| 5       | 14 ottobre 2016   | Flavio Insinna e Federico Russo |
| 6       | 21 ottobre 2016   | Vincenzo Salemme                |
| 7       | 28 ottobre 2016   | –                               |
| 8       | 4 novembre 2016   | Rocco Papaleo                   |

### Coach
Coach dei concorrenti sono:
- Silvio Pozzoli: vocal coach
- Daniela Loi: vocal coach
- Pinuccio Pirazzoli: direttore d'orchestra
- Maria Grazia Fontana: vocal coach
- Emanuela Aureli: imitatrice
- Fabrizio Mainini: coreografo

## Puntate

### Prima puntata
La prima puntata è andata in onda il 16 settembre 2016 e ha visto la vittoria di Manlio Dovì nei panni di Charles Aznavour.
| Ordine | Canzone e cantante imitato            | Concorrente        | Punteggio | Montesano | Goggi | Amendola | Concorrenti |
| ------ | ------------------------------------- | ------------------ | --------- | --------- | ----- | -------- | ----------- |
| 4      | Lei – Charles Aznavour                | Manlio Dovì        | 73        | 16        | 16    | 16       | 25          |
| 11     | Amen – Francesco Gabbani              | Leonardo Fiaschi   | 53        | 13        | 15    | 15       | 10          |
| 7      | Knockin' on Heaven's Door – Bob Dylan | Tullio Solenghi    | 50        | 15        | 14    | 11       | 10          |
| 10     | Physical – Olivia Newton-John         | Lorenza Mario      | 45        | 14        | 12    | 14       | 5           |
| 12     | I Will Survive – Gloria Gaynor        | Silvia Mezzanotte  | 37        | 10        | 9     | 13       | 5           |
| 3      | Sofia – Álvaro Soler                  | Davide Merlini     | 32        | 7         | 13    | 12       | –           |
| 8      | Andiamo a comandare – Fabio Rovazzi   | Enrico Papi        | 28        | 12        | 11    | 5        | –           |
| 1      | Una lunga storia d'amore – Gino Paoli | Sergio Assisi      | 27        | 9         | 10    | 8        | –           |
| 2      | Sono solo parole – Noemi              | Deborah Iurato     | 27        | 5         | 8     | 9        | 5           |
| 9      | Ragazzo triste – Patty Pravo          | Vittoria Belvedere | 24        | 8         | 6     | 10       | –           |
| 6      | Il ballo del mattone – Rita Pavone    | Bianca Atzei       | 23        | 11        | 5     | 7        | –           |
| 5      | Wrecking Ball – Miley Cyrus           | Fatima Trotta      | 19        | 6         | 7     | 6        | –           |

- Ospiti: Francesco Gabbani
- "A grande richiesta": Gabriele Cirilli ha interpretato il Quartetto Cetra in Un bacio a mezzanotte

### Seconda puntata
La seconda puntata è andata in onda il 23 settembre 2016 e ha visto la vittoria di Tullio Solenghi nei panni di Enzo Jannacci.
| Ordine | Canzone e cantante imitato                            | Concorrente        | Punteggio | Montesano | Goggi | Amendola | Savino | Concorrenti |
| ------ | ----------------------------------------------------- | ------------------ | --------- | --------- | ----- | -------- | ------ | ----------- |
| 9      | L'Armando – Enzo Jannacci                             | Tullio Solenghi    | 66        | 10        | 15    | 15       | 16     | 10          |
| 7      | Fatti avanti amore – Nek                              | Davide Merlini     | 59        | 11        | 16    | 14       | 13     | 5           |
| 5      | I Belong to You (Il Ritmo della Passione) – Anastacia | Deborah Iurato     | 57        | 13        | 11    | 9        | 14     | 10          |
| 6      | Ciao amore, ciao – Dalida                             | Silvia Mezzanotte  | 57        | 16        | 14    | 16       | 11     | –           |
| 3      | Chiamami ancora amore – Roberto Vecchioni             | Manlio Dovì        | 50        | 9         | 13    | 13       | 15     | –           |
| 12     | Regina di cuori – Piero Pelù                          | Sergio Assisi      | 48        | 14        | 12    | 7        | 10     | 5           |
| 2      | Nel mio mondo – Violetta                              | Fatima Trotta      | 47        | 7         | 7     | 11       | 12     | 10          |
| 11     | Can't Stop the Feeling! – Justin Timberlake           | Enrico Papi        | 43        | 12        | 5     | 12       | 9      | 5           |
| 10     | Quello che le donne non dicono – Fiorella Mannoia     | Vittoria Belvedere | 39        | 8         | 10    | 6        | 5      | 10          |
| 4      | Ti vorrei sollevare – Elisa                           | Lorenza Mario      | 39        | 15        | 9     | 8        | 7      | –           |
| 1      | Ragazza magica – Jovanotti                            | Leonardo Fiaschi   | 30        | 6         | 6     | 10       | 8      | –           |
| 8      | Muchacha – Anna Tatangelo                             | Bianca Atzei       | 29        | 5         | 8     | 5        | 6      | 5           |

- Quarto giudice: Nicola Savino
- Ospiti: Lino Guanciale
- "A grande richiesta": Gabriele Cirilli ha interpretato Jessica Rabbit in Why Don't You Do Right?

### Terza puntata
La terza puntata è andata in onda il 30 settembre 2016 e ha visto la vittoria di Davide Merlini nei panni di Stevie Wonder.
| Ordine | Canzone e cantante imitato                                  | Concorrente        | Punteggio | Montesano | Goggi | Amendola | Argentero | Concorrenti |
| ------ | ----------------------------------------------------------- | ------------------ | --------- | --------- | ----- | -------- | --------- | ----------- |
| 3      | Overjoyed – Stevie Wonder                                   | Davide Merlini     | 70        | 16        | 16    | 12       | 16        | 10          |
| 8      | Napule è – Pino Daniele                                     | Sergio Assisi      | 65        | 14        | 14    | 14       | 13        | 10          |
| 10     | Via con me (It's wonderful) – Paolo Conte                   | Tullio Solenghi    | 58        | 13        | 15    | 10       | 15        | 5           |
| 12     | La filanda – Milva                                          | Lorenza Mario      | 51        | 15        | 10    | 16       | 10        | –           |
| 2      | Sei bellissima – Loredana Bertè                             | Bianca Atzei       | 49        | 11        | 9     | 13       | 11        | 5           |
| 5      | Habanera – Maria Callas                                     | Silvia Mezzanotte  | 46        | 7         | 12    | 15       | 12        | –           |
| 9      | Roar – Katy Perry                                           | Deborah Iurato     | 45        | 12        | 11    | 8        | 14        | –           |
| 1      | L'isola che non c'è e Il gatto e la volpe – Edoardo Bennato | Manlio Dovì        | 44        | 9         | 13    | 9        | 8         | 5           |
| 11     | Alghero – Giuni Russo                                       | Fatima Trotta      | 42        | 5         | 7     | 11       | 9         | 10          |
| 4      | Vorrei ma non posto – J-Ax                                  | Leonardo Fiaschi   | 41        | 10        | 8     | 6        | 7         | 10          |
| 7      | Slave to the Rhythm – Grace Jones                           | Vittoria Belvedere | 27        | 8         | 6     | 7        | 6         | –           |
| 6      | Hanno ucciso l'Uomo Ragno – Max Pezzali                     | Enrico Papi        | 26        | 6         | 5     | 5        | 5         | 5           |

- Quarto giudice: Luca Argentero
- "A grande richiesta": Gabriele Cirilli ha interpretato I Gatti di Vicolo Miracoli in Capito?!

### Quarta puntata
La quarta puntata è andata in onda il 7 ottobre 2016 e ha visto la vittoria di Leonardo Fiaschi nei panni di Gianna Nannini.
| Ordine | Canzone e cantante imitato           | Concorrente        | Punteggio | Montesano | Goggi | Amendola | Concorrenti |
| ------ | ------------------------------------ | ------------------ | --------- | --------- | ----- | -------- | ----------- |
| 3      | Sei nell'anima – Gianna Nannini      | Leonardo Fiaschi   | 59        | 11        | 16    | 12       | 20          |
| 9      | Ti scatterò una foto – Tiziano Ferro | Davide Merlini     | 45        | 13        | 14    | 13       | 5           |
| 5      | Donna Rosa – Pippo Baudo             | Tullio Solenghi    | 45        | 12        | 12    | 16       | 5           |
| 4      | Rehab – Amy Winehouse                | Bianca Atzei       | 43        | 16        | 11    | 11       | 5           |
| 2      | Simili – Laura Pausini               | Deborah Iurato     | 41        | 14        | 13    | 14       | –           |
| 7      | Ma che freddo fa – Nada              | Vittoria Belvedere | 37        | 15        | 7     | 10       | 5           |
| 6      | Purple Rain – Prince                 | Manlio Dovì        | 37        | 9         | 9     | 9        | 10          |
| 10     | Senza pietà – Anna Oxa               | Silvia Mezzanotte  | 36        | 6         | 15    | 15       | –           |
| 1      | Un poco di zucchero – Mary Poppins   | Lorenza Mario      | 28        | 8         | 8     | 7        | 5           |
| 11     | Salirò – Daniele Silvestri           | Sergio Assisi      | 25        | 7         | 10    | 8        | –           |
| 12     | Love Me like You Do – Ellie Goulding | Fatima Trotta      | 22        | 5         | 6     | 6        | 5           |
| 8      | Men in Black – Will Smith            | Enrico Papi        | 20        | 10        | 5     | 5        | –           |

- Ospiti: Pippo Baudo
- "A grande richiesta": Gabriele Cirilli ha interpretato Psy in Gangnam Style

### Quinta puntata
La quinta puntata è andata in onda il 14 ottobre 2016 e ha visto la vittoria di Silvia Mezzanotte nei panni di Mina.
| Ordine | Canzone e cantante imitato                                    | Concorrente        | Punteggio | Montesano | Goggi | Amendola | Insinna e Russo | Concorrenti |
| ------ | ------------------------------------------------------------- | ------------------ | --------- | --------- | ----- | -------- | --------------- | ----------- |
| 6      | Brava – Mina                                                  | Silvia Mezzanotte  | 78        | 16        | 16    | 16       | 15              | 15          |
| 4      | T'innamorerai – Marco Masini                                  | Leonardo Fiaschi   | 58        | 15        | 14    | 13       | 16              | –           |
| 3      | I Wanna Dance with Somebody (Who Loves Me) – Whitney Houston  | Deborah Iurato     | 53        | 12        | 10    | 15       | 11              | 5           |
| 2      | Avevo un cuore (che ti amava tanto) – Mino Reitano            | Manlio Dovì        | 49        | 13        | 12    | 12       | 12              | –           |
| 12     | Amore di plastica – Carmen Consoli                            | Lorenza Mario      | 49        | 7         | 9     | 14       | 14              | 5           |
| 7      | Wake Up – Rocco Hunt                                          | Enrico Papi        | 48        | 14        | 11    | 10       | 8               | 5           |
| 10     | Alla fiera dell'est e Cogli la prima mela – Angelo Branduardi | Tullio Solenghi    | 47        | 11        | 13    | 5        | 13              | 5           |
| 5      | Let's Dance – David Bowie                                     | Vittoria Belvedere | 46        | 10        | 6     | 11       | 9               | 10          |
| 9      | Always – Jon Bon Jovi                                         | Davide Merlini     | 41        | 9         | 15    | 7        | 5               | 5           |
| 1      | Lamette – Donatella Rettore                                   | Fatima Trotta      | 34        | 8         | 8     | 8        | 10              | –           |
| 11     | Wake Me Up Before You Go-Go – George Michael                  | Sergio Assisi      | 32        | 6         | 5     | 9        | 7               | 5           |
| 8      | Easy Lady e Call Me – Ivana Spagna                            | Bianca Atzei       | 29        | 5         | 7     | 6        | 6               | 5           |

- Quarto giudice: Flavio Insinna e Federico Russo
- Ospiti: Marco Masini
- "A grande richiesta": Gabriele Cirilli ha interpretato Pikotaro in PPAP (Pen-Pineapple-Apple-Pen)

### Sesta puntata
La sesta puntata è andata in onda il 21 ottobre 2016 e ha visto la vittoria di Deborah Iurato nei panni di Adele.
| Ordine | Canzone e cantante imitato          | Concorrente        | Punteggio | Montesano | Goggi | Amendola | Salemme | Concorrenti |
| ------ | ----------------------------------- | ------------------ | --------- | --------- | ----- | -------- | ------- | ----------- |
| 5      | Hello – Adele                       | Deborah Iurato     | 65        | 15        | 13    | 16       | 16      | 5           |
| 11     | La cura – Franco Battiato           | Sergio Assisi      | 60        | 16        | 14    | 13       | 12      | 5           |
| 4      | L'italiano – Toto Cutugno           | Tullio Solenghi    | 60        | 14        | 16    | 14       | 11      | 5           |
| 12     | Believe – Cher                      | Silvia Mezzanotte  | 53        | 6         | 12    | 15       | 15      | 5           |
| 2      | Angelo – Francesco Renga            | Davide Merlini     | 51        | 12        | 15    | 10       | 14      | –           |
| 3      | The Best – Tina Turner              | Bianca Atzei       | 49        | 11        | 8     | 9        | 6       | 15          |
| 8      | Sentimental – Wanda Osiris          | Fatima Trotta      | 48        | 8         | 11    | 11       | 13      | 5           |
| 10     | Disco bambina – Heather Parisi      | Lorenza Mario      | 45        | 10        | 9     | 12       | 9       | 5           |
| 6      | Quanto t'ho amato – Roberto Benigni | Leonardo Fiaschi   | 39        | 9         | 7     | 8        | 10      | 5           |
| 7      | Sorry – Justin Bieber               | Enrico Papi        | 34        | 7         | 10    | 5        | 7       | 5           |
| 1      | Come un ragazzo – Sylvie Vartan     | Vittoria Belvedere | 31        | 13        | 6     | 7        | 5       | –           |
| 9      | My Way – Frank Sinatra              | Manlio Dovì        | 29        | 5         | 5     | 6        | 8       | 5           |

- Quarto giudice: Vincenzo Salemme
- "A grande richiesta": Gabriele Cirilli ha interpretato Celia Cruz in La Vida Es Un Carnaval

### Settima puntata
La settima puntata è andata in onda il 28 ottobre 2016 e ha visto la vittoria di Bianca Atzei nei panni di Giorgia. 
| Ordine | Canzone e cantante imitato               | Concorrente        | Punteggio | Montesano | Goggi | Amendola | Concorrenti |
| ------ | ---------------------------------------- | ------------------ | --------- | --------- | ----- | -------- | ----------- |
| 5      | Come saprei – Giorgia                    | Bianca Atzei       | 54        | 16        | 12    | 16       | 10          |
| 4      | Meraviglioso – Domenico Modugno          | Manlio Dovì        | 45        | 15        | 14    | 11       | 5           |
| 1      | Ti sento – Antonella Ruggiero            | Deborah Iurato     | 44        | 10        | 15    | 14       | 5           |
| 2      | L'essenziale – Marco Mengoni             | Davide Merlini     | 44        | 8         | 16    | 15       | 5           |
| 6      | Non vivo più senza te – Biagio Antonacci | Leonardo Fiaschi   | 38        | 13        | 10    | 10       | 5           |
| 12     | Wuthering Heights – Kate Bush            | Silvia Mezzanotte  | 38        | 14        | 11    | 13       | –           |
| 10     | Lo shampoo – Giorgio Gaber               | Tullio Solenghi    | 36        | 9         | 13    | 9        | 5           |
| 8      | Ancora – Eduardo De Crescenzo            | Sergio Assisi      | 32        | 12        | 8     | 12       | –           |
| 7      | Start Me Up – Mick Jagger                | Enrico Papi        | 32        | 11        | 6     | 5        | 10          |
| 3      | Bad Romance – Lady Gaga                  | Vittoria Belvedere | 29        | 5         | 7     | 7        | 10          |
| 9      | Billie Jean – Michael Jackson            | Lorenza Mario      | 29        | 7         | 9     | 8        | 5           |
| 11     | Vai – Nino D'Angelo                      | Fatima Trotta      | 17        | 6         | 5     | 6        | –           |

- "A grande richiesta": Gabriele Cirilli ha interpretato Renato Rascel in Il piccolo corazziere

### Ottava puntata
L'ottava puntata è andata in onda il 4 novembre 2016 e ha visto la vittoria di Deborah Iurato nei panni di Aretha Franklin. Quest'ultima puntata ha inoltre decretato Silvia Mezzanotte campionessa dell'edizione.
| Ordine | Canzone e cantante imitato                                           | Concorrente        | Punteggio | Montesano | Goggi | Amendola | Papaleo | Concorrenti |
| ------ | -------------------------------------------------------------------- | ------------------ | --------- | --------- | ----- | -------- | ------- | ----------- |
| 2      | Think – Aretha Franklin                                              | Deborah Iurato     | 64        | 12        | 16    | 15       | 16      | 5           |
| 11     | There Must Be an Angel (Playing with My Heart) – Annie Lennox        | Silvia Mezzanotte  | 62        | 14        | 12    | 12       | 14      | 10          |
| 8      | Amami – Emma Marrone                                                 | Enrico Papi        | 58        | 15        | 5     | 16       | 12      | 10          |
| 10     | Parlami d'amore – Giuliano Sangiorgi                                 | Davide Merlini     | 57        | 16        | 13    | 10       | 13      | 5           |
| 7      | Fallin – Alicia Keys                                                 | Lorenza Mario      | 54        | 10        | 11    | 13       | 15      | 5           |
| 6      | Grace Kelly – Mika                                                   | Leonardo Fiaschi   | 52        | 8         | 9     | 14       | 11      | 10          |
| 9      | Georgia on My Mind – Ray Charles                                     | Manlio Dovì        | 51        | 11        | 15    | 11       | 9       | 5           |
| 3      | Come foglie – Malika Ayane                                           | Bianca Atzei       | 40        | 13        | 10    | 9        | 8       | –           |
| 1      | Certe notti – Ligabue                                                | Tullio Solenghi    | 39        | 7         | 14    | 8        | 10      | –           |
| 4      | Canzone dei Puffi, Occhi di gatto e Kiss me Licia – Cristina D'Avena | Fatima Trotta      | 38        | 9         | 7     | 6        | 6       | 10          |
| 12     | Per Elisa – Alice                                                    | Vittoria Belvedere | 28        | 6         | 8     | 7        | 7       | –           |
| 5      | La donna cannone – Francesco De Gregori                              | Sergio Assisi      | 21        | 5         | 6     | 5        | 5       | –           |

- Quarto giudice: Rocco Papaleo
- Ospiti: Mika e Paolo Pizzo
- "A grande richiesta": Gabriele Cirilli ha interpretato Susan Boyle in Memory

## Cinque punti dei concorrenti
Ogni concorrente deve dare cinque punti ad uno degli altri concorrenti (oppure a se stesso). Questi cinque punti, assegnati dopo i punteggi forniti dai membri della giuria (ad eccezione dell'ultima puntata, dove sono stati forniti prima), contribuiscono a formare la classifica finale e il vincitore di puntata, che viene svelato al termine della stessa.
| Puntata | Assisi     | Atzei     | Belvedere  | Dovì     | Fiaschi | Iurato    | Mario      | Merlini    | Mezzanotte | Papi       | Solenghi | Trotta     |
| ------- | ---------- | --------- | ---------- | -------- | ------- | --------- | ---------- | ---------- | ---------- | ---------- | -------- | ---------- |
| 1       | Dovì       | Iurato    | Solenghi   | Fiaschi  | Dovì    | Dovì      | Mezzanotte | Dovì       | Fiaschi    | Solenghi   | Mario    | Dovì       |
| 2       | Trotta     | Solenghi  | Iurato     | Trotta   | Merlini | Belvedere | Belvedere  | Iurato     | Atzei      | Solenghi   | Papi     | Assisi     |
| 3       | Trotta     | Dovì      | Assisi     | Atzei    | Trotta  | Merlini   | Merlini    | Fiaschi    | Assisi     | Solenghi   | Papi     | Fiaschi    |
| 4       | Belvedere  | Fiaschi   | Merlini    | Trotta   | Atzei   | Fiaschi   | Solenghi   | Mario      | Fiaschi    | Dovì       | Fiaschi  | Dovì       |
| 5       | Solenghi   | Belvedere | Mezzanotte | Papi     | Iurato  | Atzei     | Merlini    | Mario      | Belvedere  | Mezzanotte | Assisi   | Mezzanotte |
| 6       | Iurato     | Dovì      | Atzei      | Atzei    | Trotta  | Assisi    | Solenghi   | Atzei      | Papi       | Mezzanotte | Mario    | Fiaschi    |
| 7       | Belvedere  | Fiaschi   | Papi       | Solenghi | Atzei   | Atzei     | Merlini    | Mario      | Papi       | Belvedere  | Dovì     | Iurato     |
| 8       | Mezzanotte | Iurato    | Fiaschi    | Mario    | Papi    | Trotta    | Dovì       | Mezzanotte | Merlini    | Trotta     | Papi     | Fiaschi    |

## Classifiche

### Classifica generale
| Posizione | Concorrente        | Punti |
| --------- | ------------------ | ----- |
| 1         | Silvia Mezzanotte  | 407   |
| 2         | Tullio Solenghi    | 401   |
| 3         | Davide Merlini     | 399   |
| 4         | Deborah Iurato     | 396   |
| 5         | Manlio Dovì        | 378   |
| 6         | Leonardo Fiaschi   | 370   |
| 7         | Lorenza Mario      | 340   |
| 8         | Bianca Atzei       | 316   |
| 9         | Sergio Assisi      | 310   |
| 10        | Enrico Papi        | 289   |
| 11        | Fatima Trotta      | 267   |
| 12        | Vittoria Belvedere | 261   |

- Silvia Mezzanotte vince la sesta edizione di Tale e quale show.

### Classifica categoria Uomini
| Posizione | Concorrente      | Punti |
| --------- | ---------------- | ----- |
| 1         | Tullio Solenghi  | 401   |
| 2         | Davide Merlini   | 399   |
| 3         | Manlio Dovì      | 378   |
| 4         | Leonardo Fiaschi | 370   |
| 5         | Sergio Assisi    | 310   |
| 6         | Enrico Papi      | 289   |

- Tullio Solenghi, Davide Merlini, Manlio Dovì e Leonardo Fiaschi si qualificano alla quinta edizione del torneo.
- Enrico Papi, inizialmente eliminato, viene ripescato dalla seconda puntata della quinta edizione del torneo in seguito alla rinuncia per motivi di salute di Karima.
- Sergio Assisi è eliminato.

### Classifica categoria Donne
| Posizione | Concorrente        | Punti |
| --------- | ------------------ | ----- |
| 1         | Silvia Mezzanotte  | 407   |
| 2         | Deborah Iurato     | 396   |
| 3         | Lorenza Mario      | 340   |
| 4         | Bianca Atzei       | 316   |
| 5         | Fatima Trotta      | 267   |
| 6         | Vittoria Belvedere | 261   |

- Silvia Mezzanotte, Deborah Iurato, Lorenza Mario e Bianca Atzei si qualificano alla quinta edizione del torneo.
- Fatima Trotta e Vittoria Belvedere sono eliminate.

## Le "A grande richiesta" di Gabriele Cirilli
Gabriele Cirilli, partecipante alle prime due edizioni del programma, al torneo dei campioni, e fuori gara, da quest'edizione interpreta ogni puntata i personaggi richiesti dagli spettatori tramite il sito e le pagine social della trasmissione.
| Puntata | Esibizione                                | Note |
| ------- | ----------------------------------------- | --- |
| 1       | Un bacio a mezzanotte – Quartetto Cetra   | Gabriele Cirilli si è esibito interpretando dal vivo Lucia Mannucci, mentre le interpretazioni di Felice Chiusano, Tata Giacobetti e Antonio Virgilio Savona sono state registrate precedentemente e mandate in onda in contemporanea. |
| 2       | Why Don't You Do Right? – Jessica Rabbit  | – |
| 3       | Capito?! – I Gatti di Vicolo Miracoli     | Gabriele Cirilli si è esibito interpretando dal vivo Jerry Calà, mentre le interpretazioni di Franco Oppini, Nini Salerno e Umberto Smaila sono state registrate precedentemente e mandate in onda in contemporanea.                   |
| 4       | Gangnam Style – Psy                       | – |
| 5       | PPAP (Pen-Pineapple-Apple-Pen) – Pikotaro | Il personaggio da imitare è stato scelto durante la puntata precedente contrariamente dal solito, quando veniva svelato solamente durante la puntata stessa.                                                                           |
| 6       | La Vida Es Un Carnaval – Celia Cruz       | – |
| 7       | Il piccolo corazziere – Renato Rascel     | – |
| 8       | Memory – Susan Boyle                      | – |

## Tale e quale show anteprima
Tale e quale show anteprima è il breve segmento di pochi minuti che introduce l'inizio della puntata dove vengono presentati i giudici, viene mostrata la classifica generale, frutto della somma dei punteggi delle puntate precedenti, e viene mostrato il riassunto delle performance dei concorrenti della puntata precedente.

## Tale e quale pop
Come nella precedente edizione, in ogni puntata, vi è un piccolo spazio dedicato alla messa in onda di alcuni tra i video inviati dai telespettatori alla redazione del programma nei quali si cimentano nell'imitazione canora di un personaggio del panorama musicale italiano o estero.

## Ascolti
| Puntata | Messa in onda     | Tale e quale show anteprima | Tale e quale show anteprima | Tale e quale show | Tale e quale show | Fonte  |
| Puntata | Messa in onda     | Telespettatori              | Share                       | Telespettatori    | Share             | Fonte  |
| ------- | ----------------- | --------------------------- | --------------------------- | ----------------- | ----------------- | ------ |
| 1       | 16 settembre 2016 | 4 154 000                   | 17,04%                      | 4 591 000         | 21,81%            | [ 6 ]  |
| 2       | 23 settembre 2016 | 4 156 000                   | 17,59%                      | 4 641 000         | 22,43%            | [ 7 ]  |
| 3       | 30 settembre 2016 | 4 036 000                   | 16,30%                      | 4 626 000         | 21,84%            | [ 8 ]  |
| 4       | 7 ottobre 2016    | N.D.                        | 15,87%                      | 5 172 000         | 24,11%            | [ 9 ]  |
| 5       | 14 ottobre 2016   | N.D.                        | N.D.                        | 5 171 000         | 23,32%            | [ 10 ] |
| 6       | 21 ottobre 2016   | N.D.                        | 17,91%                      | 5 168 000         | 23,51%            | [ 11 ] |
| 7       | 28 ottobre 2016   | 4 223 000                   | 16,03%                      | 5 098 000         | 23,15%            | [ 12 ] |
| 8       | 4 novembre 2016   | N.D.                        | N.D.                        | 5 054 000         | 23,15%            | [ 13 ] |
|         | Media             | N.D.                        | N.D.                        | 4 940 000         | 22,92%            |        |